# Eurykratidas
Eurykratidas oder Eurykrates II. (altgriechisch Εὐρυκρατίδας Eurykratídas), der Sohn des Anaxandros und der Leandris, war ein König von Sparta aus dem Haus der Agiaden Anfang des 6. Jahrhunderts v. Chr.
Über ihn ist kaum etwas überliefert, nur dass er und sein Sohn und Nachfolger Leon den Tegeaten im Krieg unterlagen.